# Plurispermiopsis
Plurispermiopsis är ett släkte av svampar. Plurispermiopsis ingår i familjen Capnodiaceae, ordningen Capnodiales, klassen Dothideomycetes, divisionen sporsäcksvampar och riket svampar.
|                  | Capnodium                                      |
|                  |                                                |
|                  | Polychaeton                                    |
|                  |                                                |
|                  | Polychaetella                                  |
|                  |                                                |
|                  | Tripospermum                                   |
|                  |                                                |
|                  | Trichomerium                                   |
|                  |                                                |
|                  | Scolecoxyphium                                 |
|                  |                                                |
|                  | Phaeoxyphiella                                 |
|                  |                                                |
|                  | Ciferrioxyphium                                |
|                  |                                                |
|                  | Ceramoclasteropsis                             |
|                  |                                                |
|                  | Callebaea                                      |
|                  |                                                |
|                  | Anopeltis                                      |
|                  |                                                |
|                  | Acanthorus                                     |
|                  |                                                |
|                  | Scoriadopsis                                   |
|                  |                                                |
|                  | Apiosporium                                    |
|                  |                                                |
|                  | Capnophaeum                                    |
|                  |                                                |
|                  | Fumagospora                                    |
|                  |                                                |
|                  | Echinothecium                                  |
|                  |                                                |
|                  | Leptoxyphium                                   |
|                  |                                                |
|                  | Aithaloderma                                   |
|                  |                                                |
|                  | Phragmocapnias                                 |
|                  |                                                |
|                  | Scorias                                        |
|                  |                                                |
|                  | Hyaloscolecostroma                             |
|                  |                                                |
|                  | Limaciniaseta                                  |
|                  |                                                |
| Plurispermiopsis | \| \| Plurispermiopsis cerradensis \| \| \| \| |
|                  | \| \| Plurispermiopsis cerradensis \| \| \| \| |
|                  | Fumiglobus                                     |
|                  |                                                |
|                  | Plurispermiopsis cerradensis                   |
|                  |                                                |

|  | Plurispermiopsis cerradensis |
|  |                              |